# 17779 Migomueller
17779 Migomueller là một tiểu hành tinh vành đai chính với chu kỳ quỹ đạo là 1816.8597316 ngày (4.97 năm).
Nó được phát hiện ngày 26 tháng 3 năm 1998.